# Zászlók a szélben
A Zászlók a szélben a Republic stúdióalbuma 1997-ből.
A borítón X látható, ami római tízes: megjelenésekor még a tizedik Republic-albumként tartották számon, bár összességében már a 11. volt (feltehetően az Október 67 koncertalbumot vagy A Cipő és a Lány név alatt kiadott Amsterdamot nem számolták bele akkoriban.)

## Dalok
Valamennyi dal Cipő szerzeménye, kivéve nyitó és záró instrumentális mű, amit Tóth Zoltán komponált.
1. Legkisebb fiú… (instrumentális)
2. Gyorsabban, Erősebben, Magasabbra
3. Harmadik Háború
4. Leszek a rabszolgád
5. Zászlók a szélben
6. Nekünk az igazi
7. Gurul a kő (Rád gondoltam)[1]
8. Ha még egyszer láthatnám
9. Az Ő neve…
10. Ezt a földet választottam
11. Csak az emlék marad…
12. …született (instrumentális)

## Közreműködtek
- Tóth Zoltán – Gibson T1 gitár, vokál
- Patai Tamás – Fender Stratocaster gitár, Slide, vokál
- Nagy László Attila – Premier dobok, ütőhangszerek, vokál
- Boros Csaba – Ibanez MC940 fretless basszusgitár, vokál
- Cipő „Cipő” – ének, vokál
- Andorka Csilla – vokál

## Videóklipek
- Ha mégegyszer láthatnám
- Zászlók a szélben

## Toplistás szereplése
Az album 16 héten át szerepelt a Mahasz Top 40-es eladási listáján, legjobb helyezése 2. volt.